# Cihan (namn)
Cihan (IPA: dʒihan) är ett könsneutralt förnamn med turkiskt ursprung. Cihan betyder universum, och kommer från persiska جهان (jahān).

## Personer som bär namnet
- Cihan Can, turkisk fotbollsspelare
- Cihan Haspolatlı, turkisk fotbollsspelare
- Cihan Kaptan, turkisk fotbollsspelare
- Cihan Özkara, turk-tysk fotbollsspelare
- Cihan Yılmaz, turkisk fotbollsspelare

## Efternamn
- Veysel Cihan, turkisk fotbollsspelare